# Церковь Сан-Сальвадор
Церковь Сантиссимо Сальваторе, или Сан-Сальвадор (итал. La chiesa del Santissimo Salvatore, vulgo San Salvador) — римско-католический храм в Венеции, расположенный на площади Сан-Сальвадор, в районе Сан-Марко, недалеко от моста Риальто.

## История
Как и все старейшие венецианские церкви, происхождение церкви Сан-Сальвадор овеяно легендами. По традиции, храм был основан в 638 году святым Магнусом из Фюссена, уроженцем Альтино и епископом Одерцо, при поддержке семей Карозио и Гатталозо. Однако, согласно документам, первое упоминание церкви датируется 1141 годом. В этом году, благодаря инициативе приходского священника Бонфилио Дзусто, церковь была преобразована из приходской в реформированную коллегиальную церковь, посвящённую святому Августину. В том же 1141 году апостольское покровительство общине предоставил папа Иннокентий II.
Между XIV и XV веками из-за реформистского движения община пережила период духовного и материального упадка. Однако в 1441 году благодаря интересу папы Евгения IV (уроженца Венеции Габриэле Кондульмера) община была обновлена с установлением регулярных канонов Конгрегации Святейшего Сальваторе Латеранского (Congregazione del Santissimo Salvatore lateranense).
С приходом к власти Наполеона Бонапарта в 1807 году приход Сан-Сальвадор был упразднён. Его активы перешли государству, монастырь был превращён в казарму, а церковь стала приходской церковью под юрисдикцией Венецианского патриархата.

## Архитектура
Здание XVI века построено по проекту архитектора Джорджо Спавенто и завершено Туллио Ломбардо. Основное строительство велось между 1507 и 1534 годами. Фасад был возведён в XVII веке в стиле венецианского барокко Джузеппе Сарди.
Фасад церкви имеет два яруса; нижний оформлен мощными колоннами композитного ордера на высоких постаментах. Их обрамляют пары пилястр. Фестоны и протомы львов украшают раму на высоте капителей под антаблементом, поддерживающим сильно выступающий карниз. Портал повторяет монументальность фасада с треугольным фронтоном, установленным на антаблементе и поддерживаемым двумя полуколоннами. На верхнем ярусе фасада в соответствии с четырьмя полуколоннами внизу расположены четыре аллегорические статуи добродетелей; в центре — характерное палладиево окно. Статуи, венчающие здание, выполнены Бернардо Фалькони.
Вначале фасад был ещё более насыщен статуями и барельефами. Об этом свидетельствуют гравюры Карлевариса и Визентини.
С левой стороны фасада, у основания первой колонны, можно увидеть застрявшее в стене пушечное ядро. Церковь пострадала в 1849 году, в период осады города, провозгласившего себя независимой республикой, во время одной из многочисленных бомбардировок, которые австрийские войска устроили из форта Маргера.
Трёхчастное деление фасада отражает трёхнефный интерьер с тремя куполами одинакового диаметра, расположенными вдоль продольной оси церкви. Характер куполов связан с традициями византийской архитектуры, одного из источников архитектуры Венеции. Дополняют эту схему трансепт и три полукруглые апсиды, одна из которых, самая большая, завершает центральный неф. Арки, поддерживающие купола, установлены на шестнадцати столбах композитного ордера, по восемь с каждой стороны, которые делят церковь на три нефа.
В церкви имеется много захоронений выдающихся исторических личностей. В правом трансепте находится надгробный монумент королевы Кипра Катерины Корнаро (ок. 1580). Поблизости захоронены три дожа XVI века: дож Франческо Веньер, и два дожа семьи Приули, Лоренцо и Джироламо, их надгробия объединены одним монументом работы Якопо Сансовино. Главный алтарь и алтарь Сан-Джироламо — работа Гульельмо деи Гриджи, известного как Гульельмо Бергамаско, датируемая первой половиной XVI века. В церкви на главном алтаре находятся две картины Тициана: «Благовещение» (1559—1564) и «Преображение». В первом алтаре слева помещён алтарный образ работы Джованни Баттисты Пьяццетты.

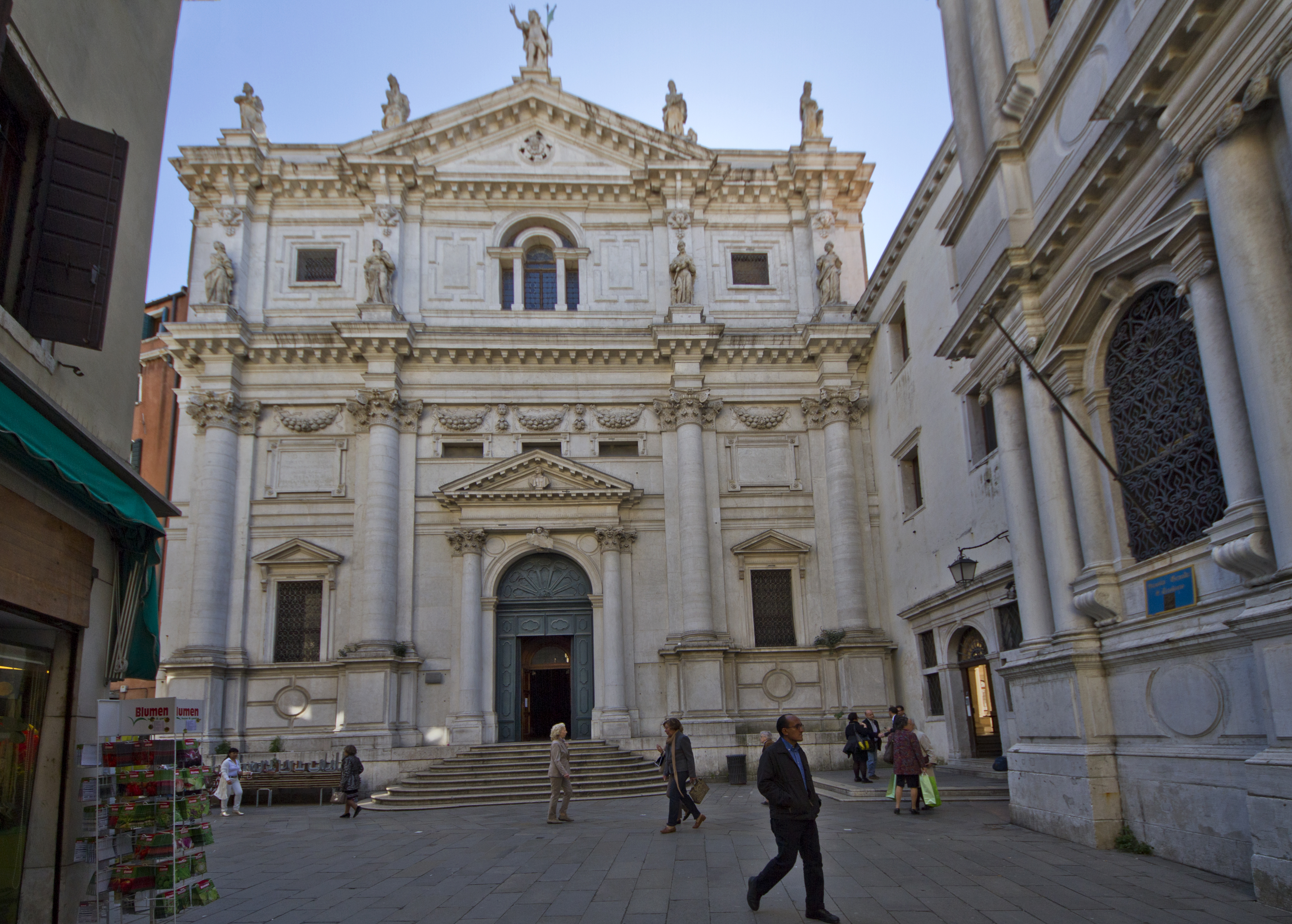
Панорамный вид
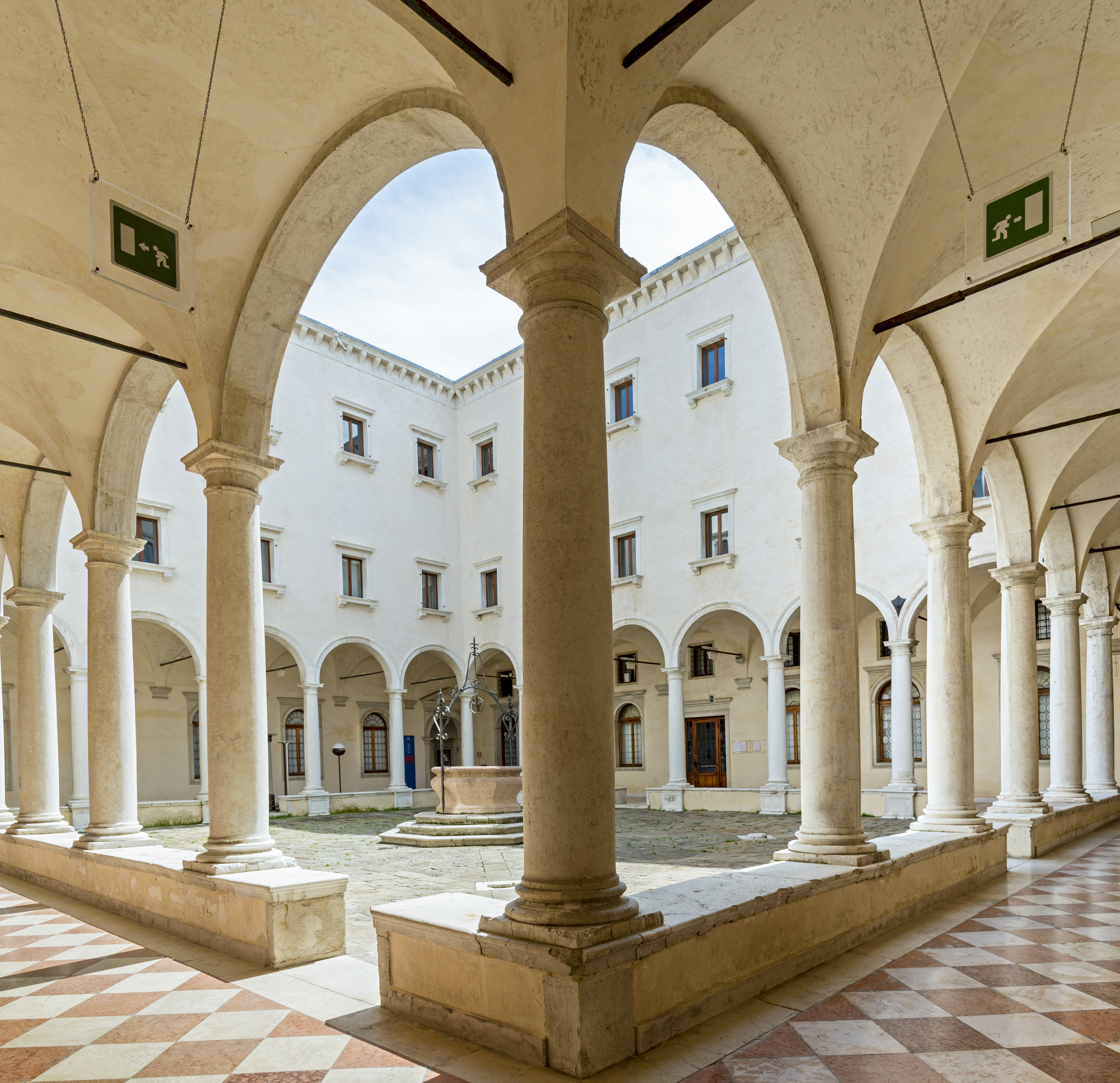
Кьостро (двор)
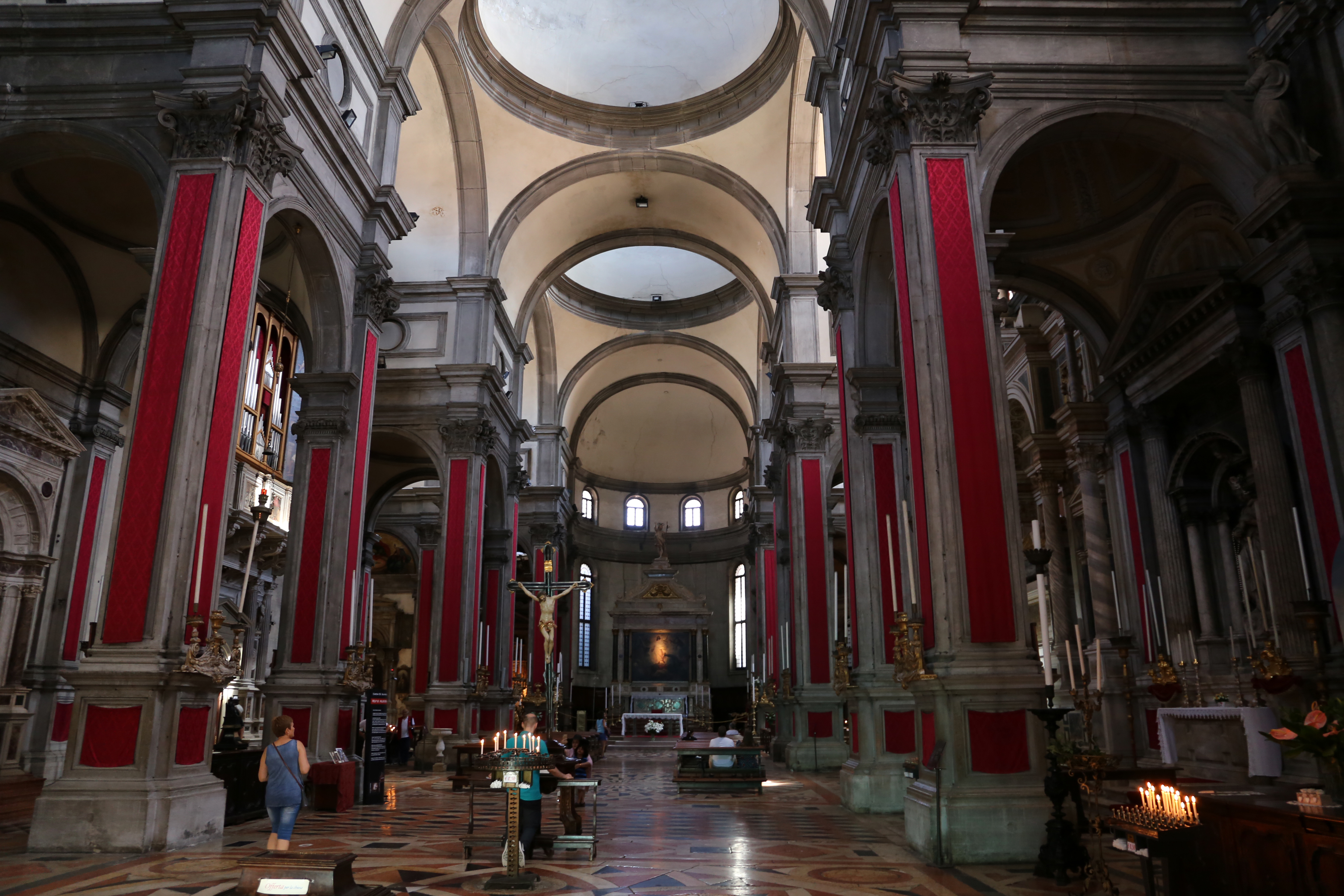
Главный неф
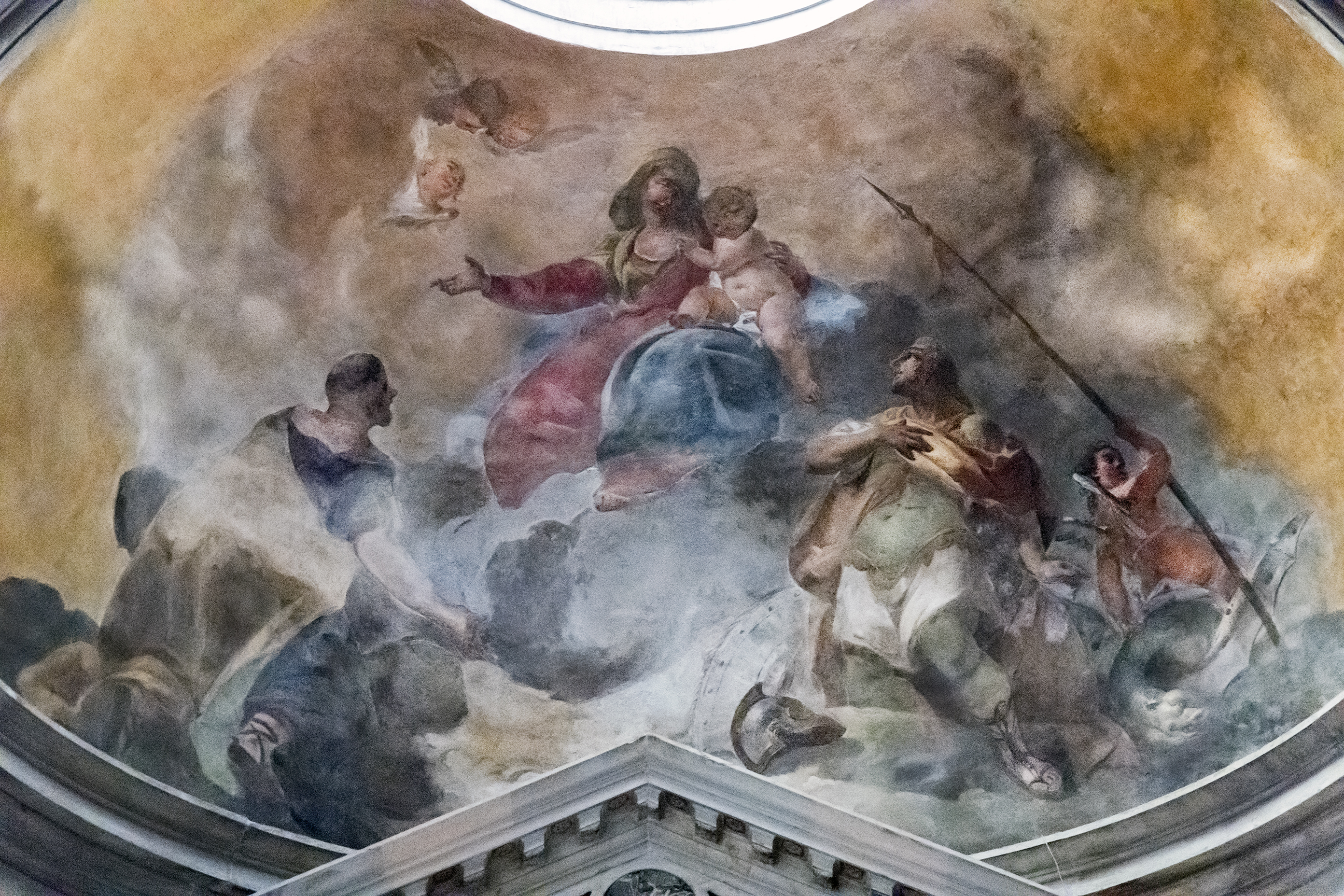
А. Вичентино. Святая Троица. Роспись купола
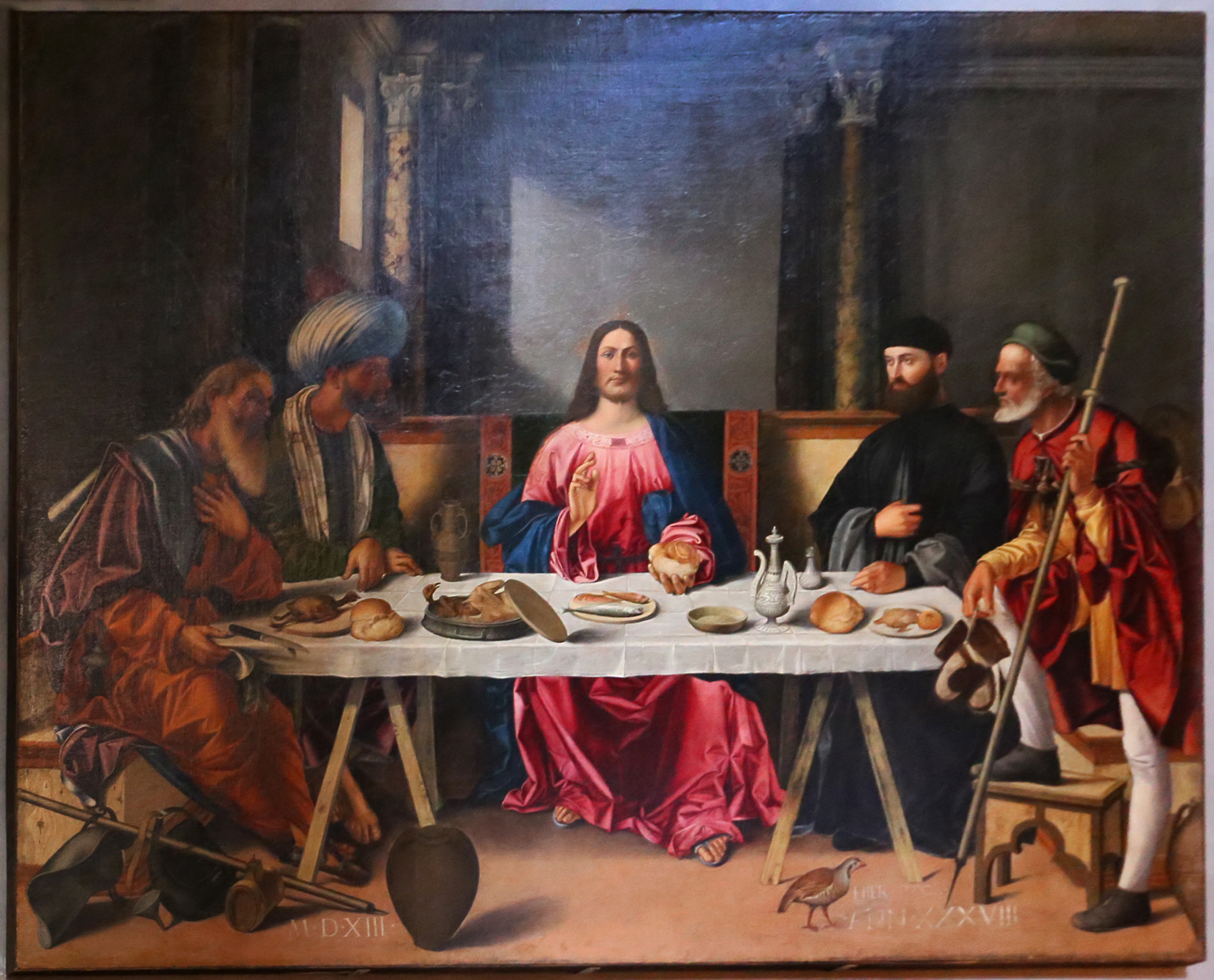
Дж. Беллини. Ужин в Эммаусе. 1513
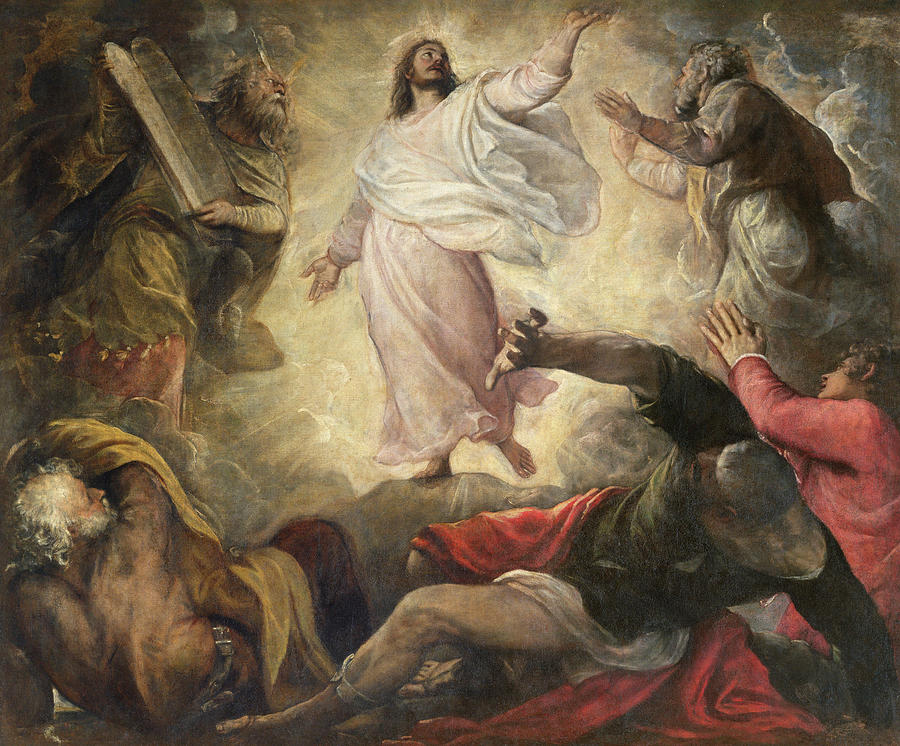
Тициан. Преображение. Ок. 1560. Холст, масло
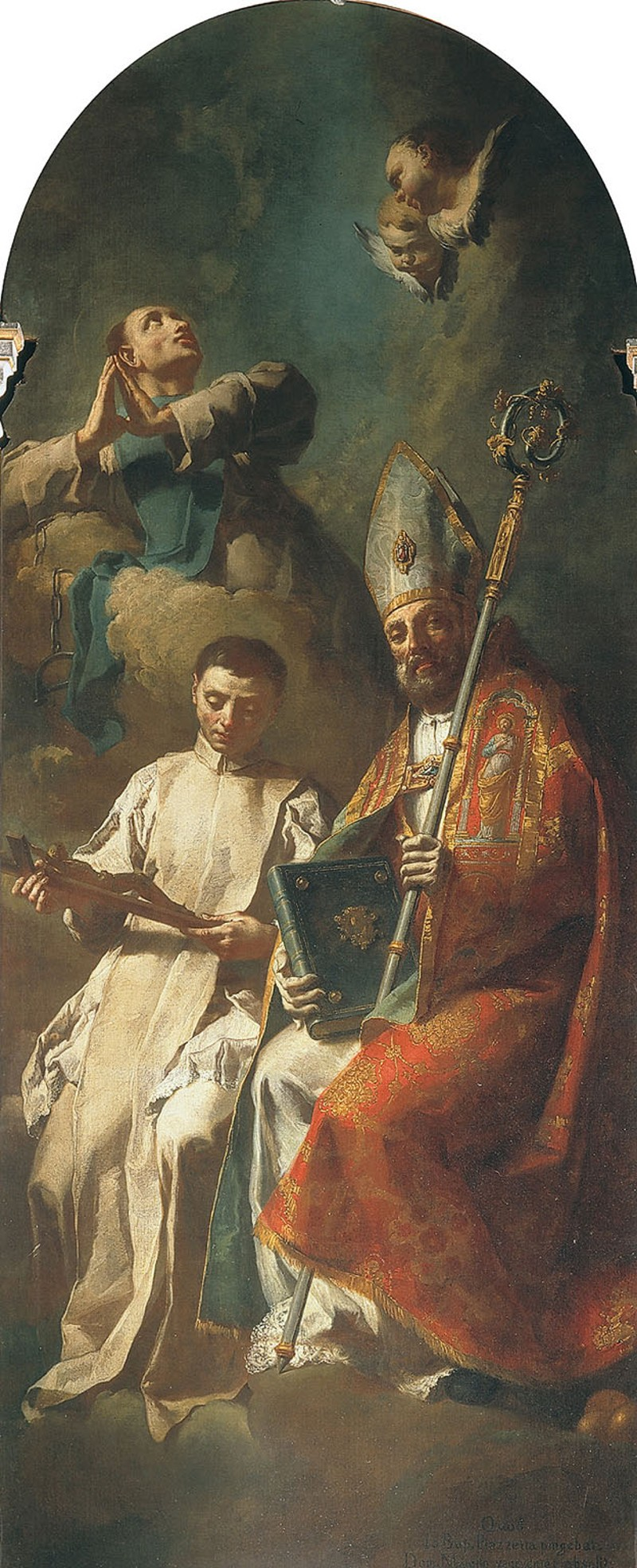
Дж. Б. Пьяццетта. Святые Николай, Леонардо и Арканджело Канетоли
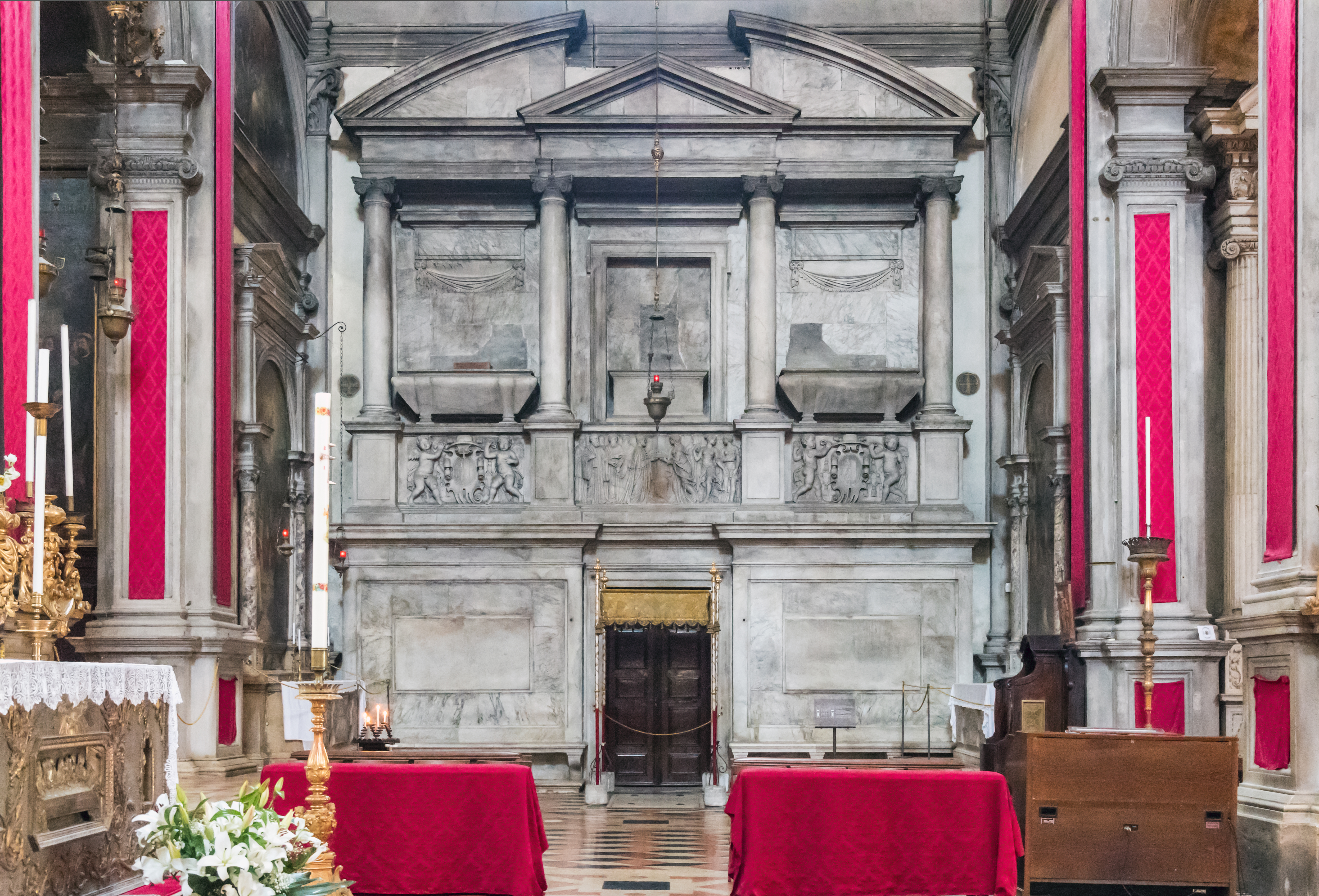
Монумент Катерине Корнаро. Ок. 1580. Архитектор  А. Контин
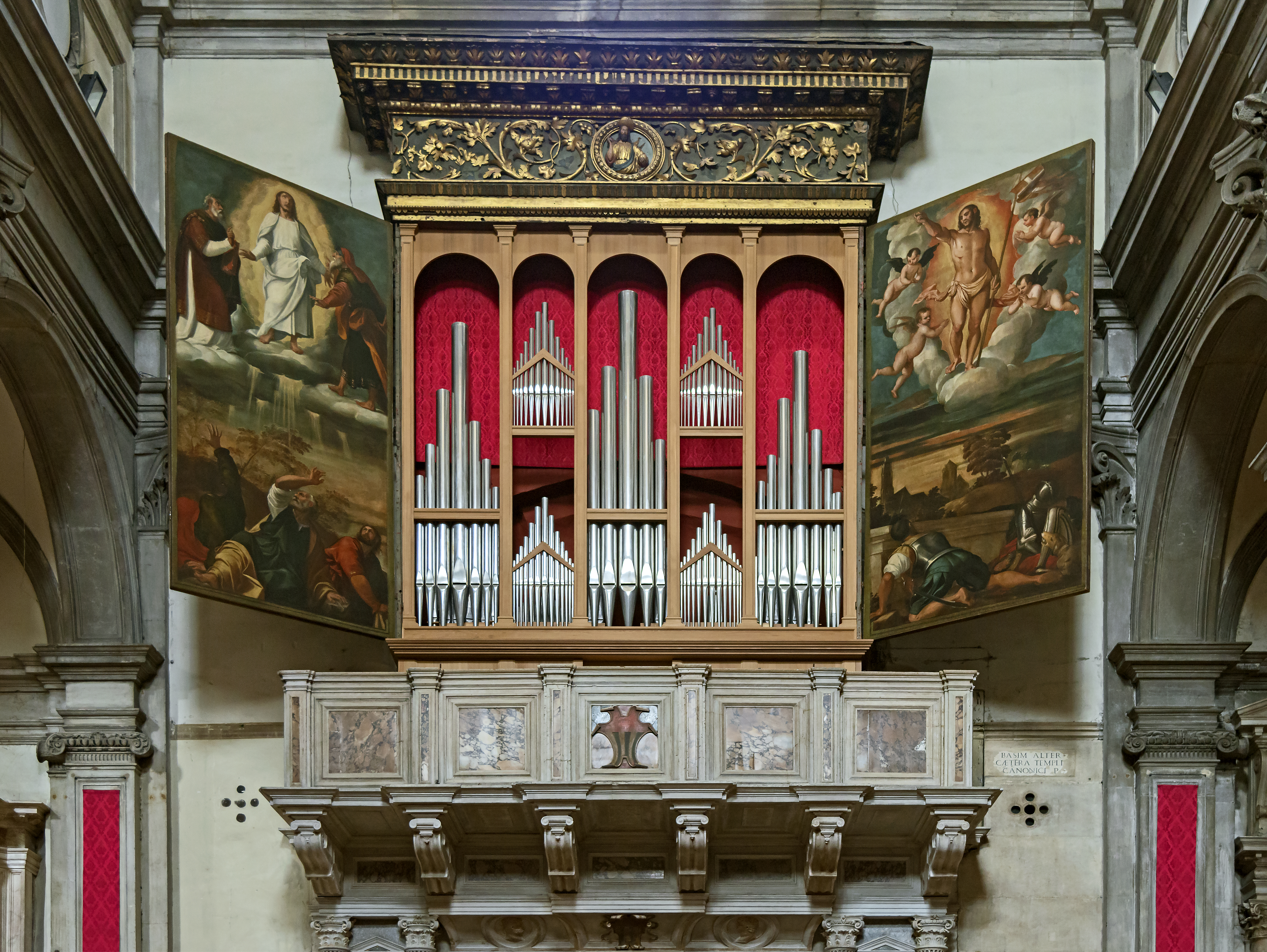
Орган